# Rượu sữa Baileys

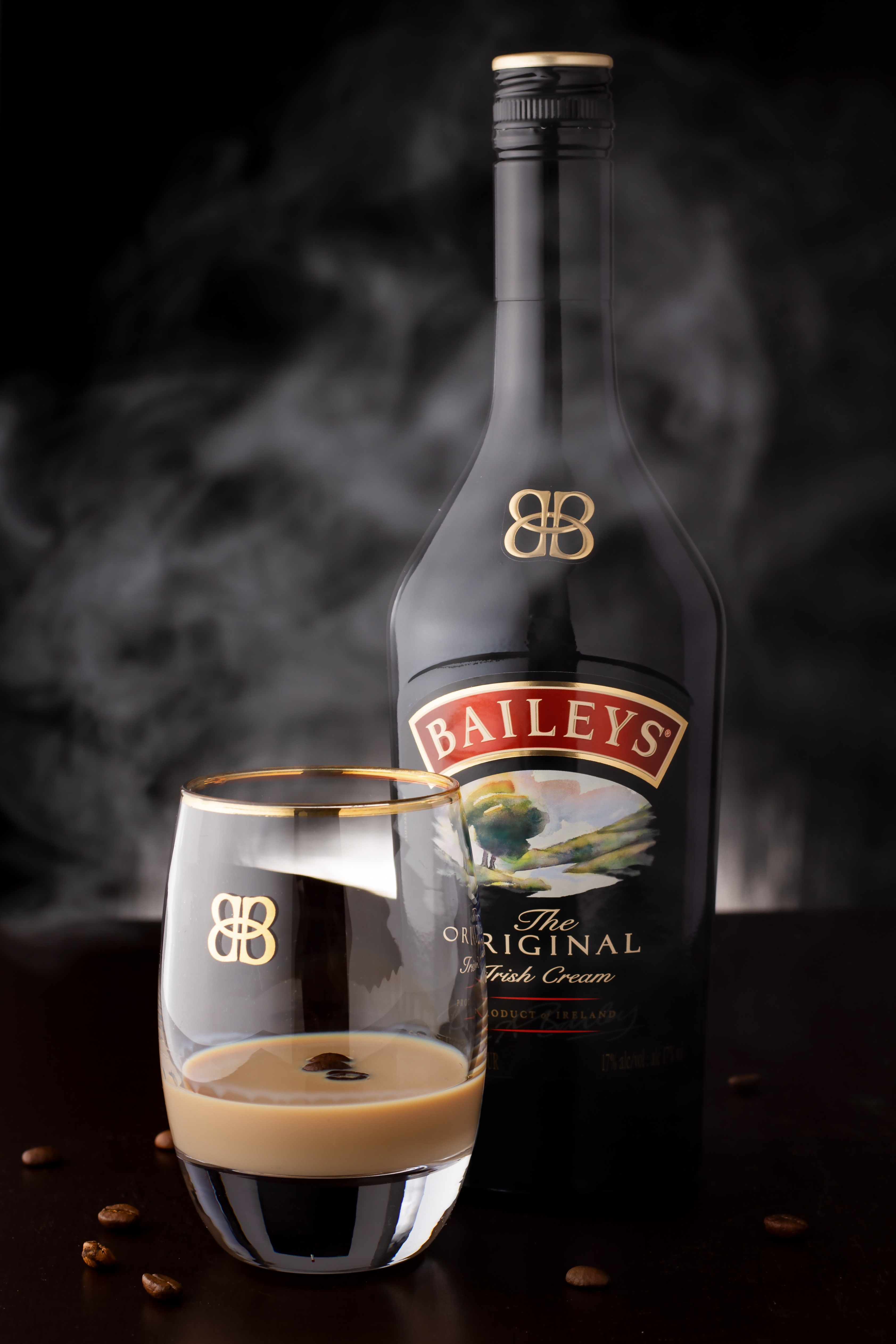
Rượu sữa Baileys

Rượu sữa Baileys là một loại rượu whisky Ailen (Irish whiskey) dựa trên sự kết hợp giữa rượu kem sữa, có nồng độ rất thấp và vị ngọt, chúng được sản xuất bởi những nguyên liệu có chất lượng, gồm kem sữa tươi từ Ailen, whisky Ailen, rượu Ailen, và chocolate. Kem sữa được bảo quản tự nhiên, bằng quy trình phủ cồn trên kem tạo tính thanh khiết của kem sữa.

## Sử dụng
Rượu Sữa Baileys là thuộc loại rượu ngọt, nồng của whisky, béo ngậy của kem tươi hòa quyện với nhau, đây là loại thức uống với nhiều cách khác nhau như pha Cocktail, hoặc uống với đá với 4 cách uống đơn giản:
- Baileys đá: 50ml Baileys rót vào một ly tumbler chứa đầy đá.
- Baileys lắc: 50ml Baileys lắc với đá bằng bình lắc cocktail, rót vào ly Martini và trang trí với bột chocolate.
- Baileys xay: 50ml Baileys xay với 3 viên đá trong máy xay cho đến khi nhuyễn (không còn thấy đá nữa) và rót vào một ly cao.
- Baileys cà phê: Rót cà phê và 35ml Baileys vào một ly lát tê lớn và phủ trên mặt một lớp bọt kem.

## Hình ảnh

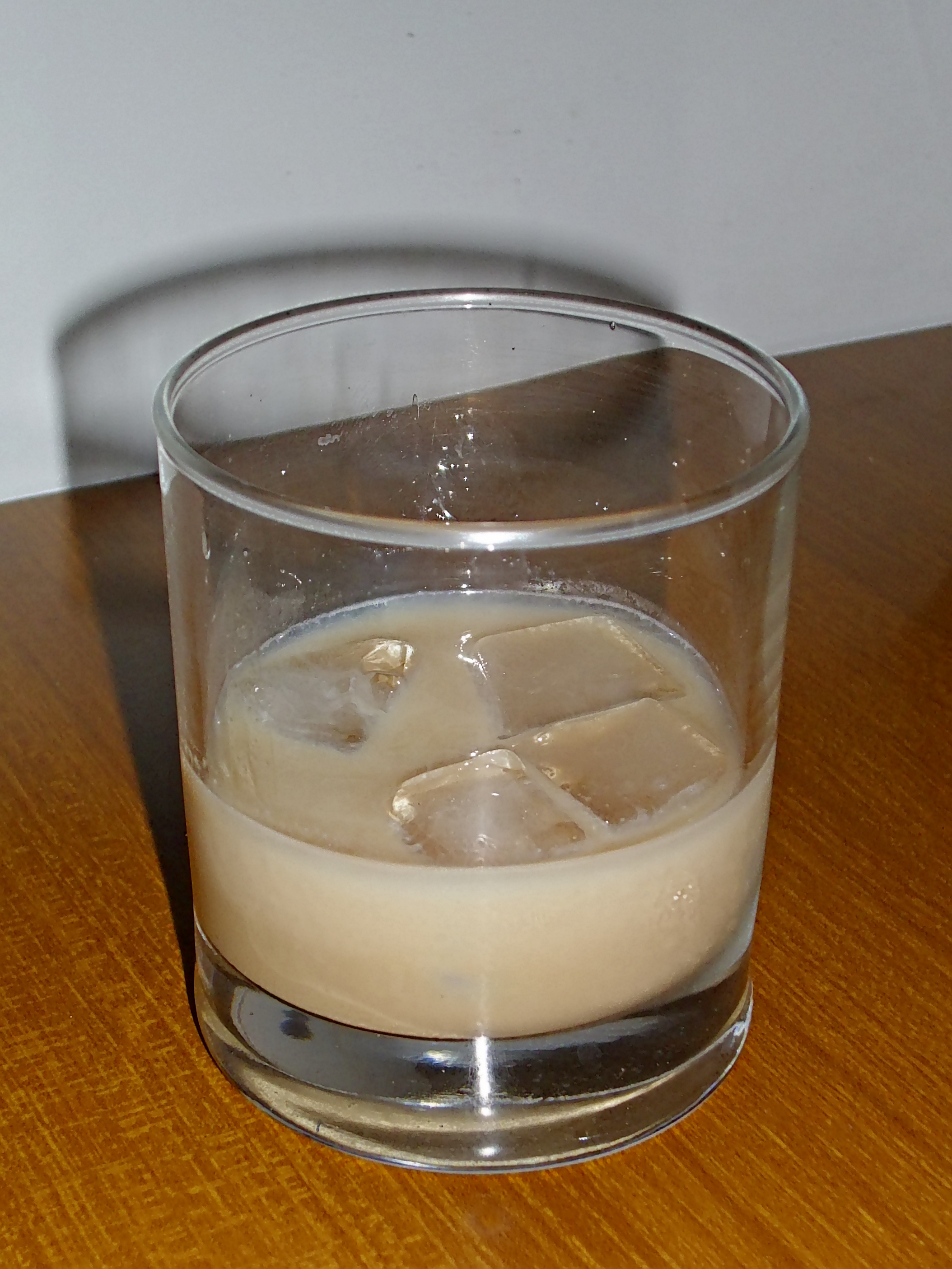
Baileys đá
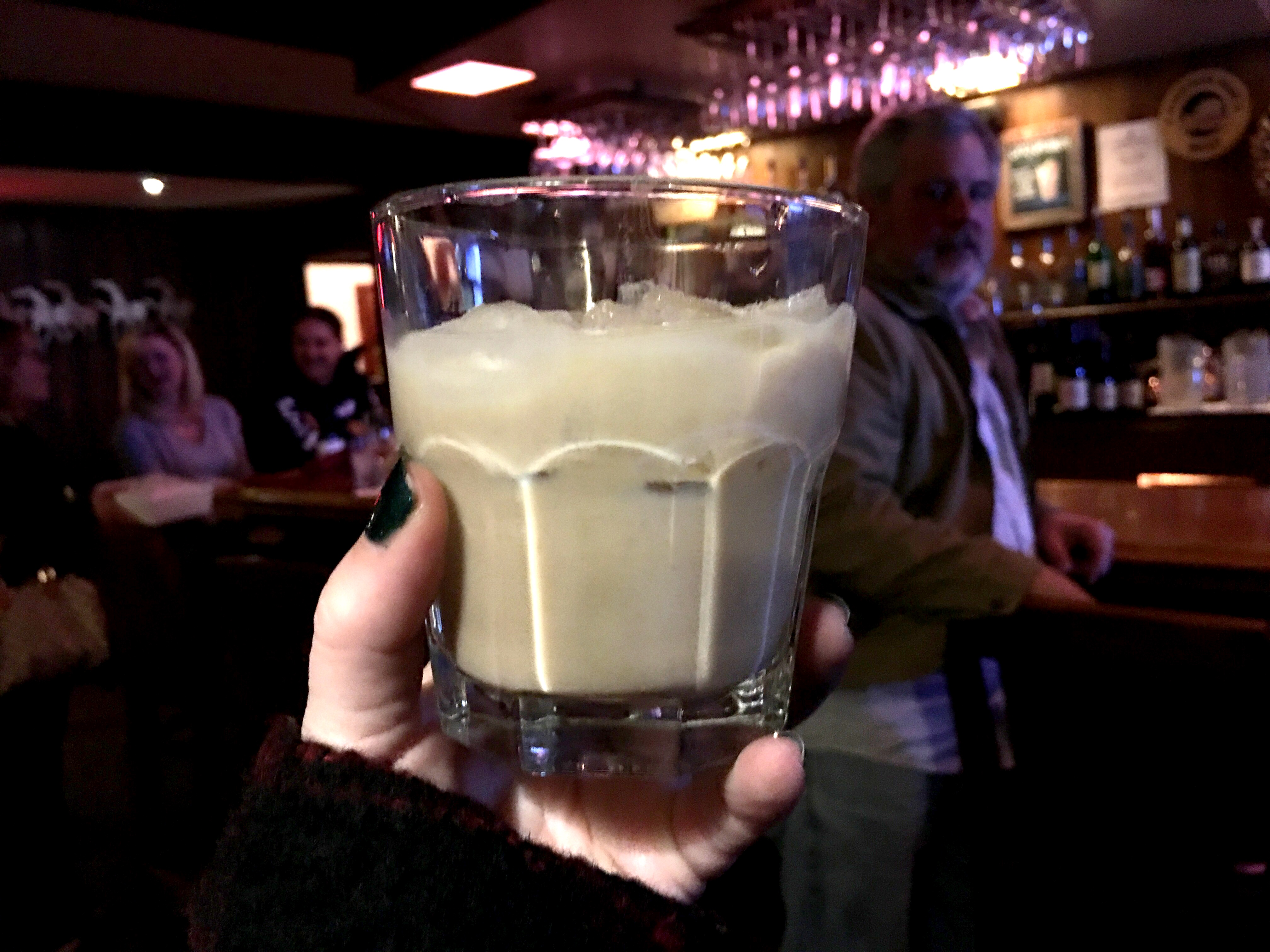
Baileys lắc
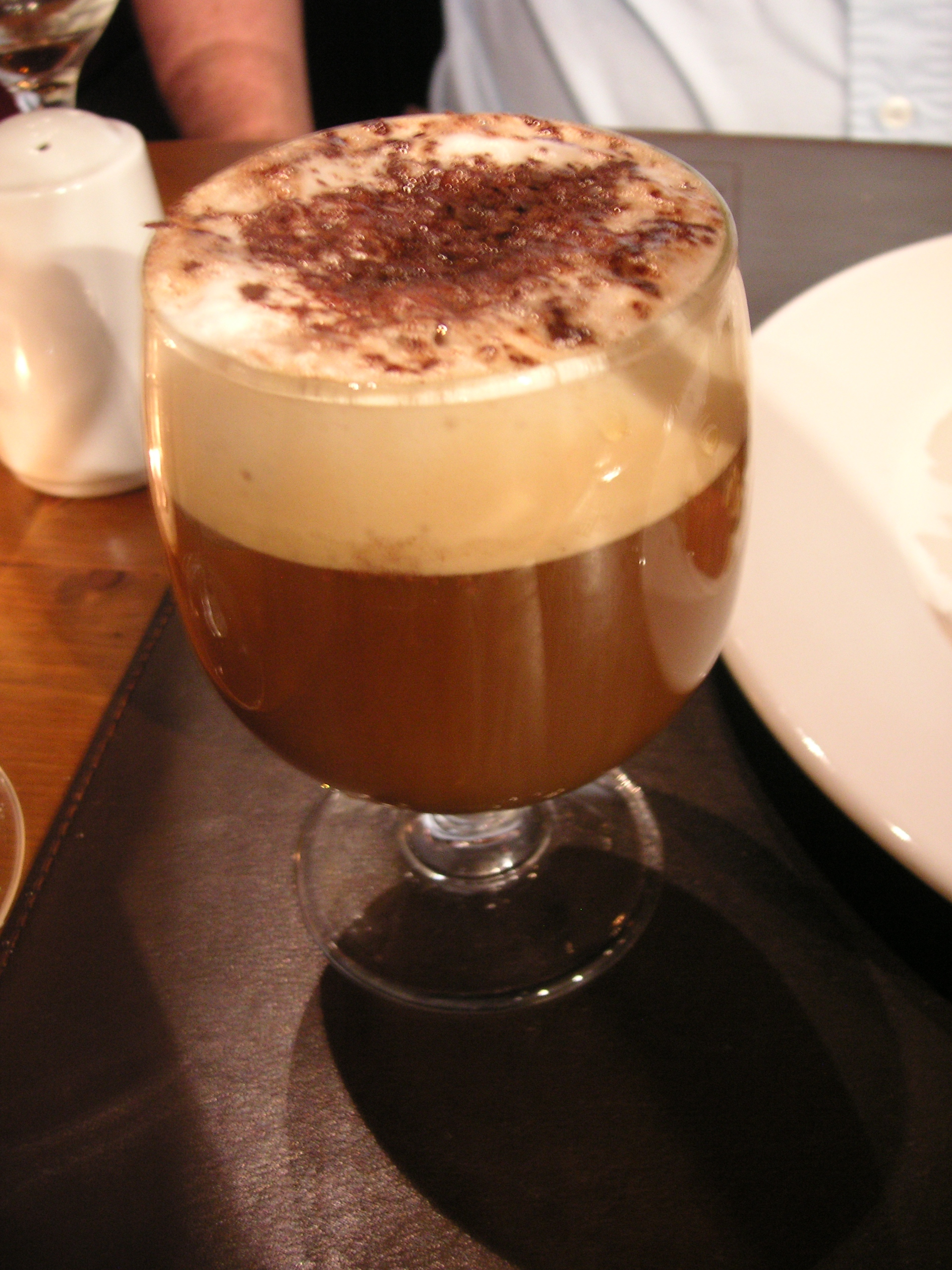
Baileys cà phê
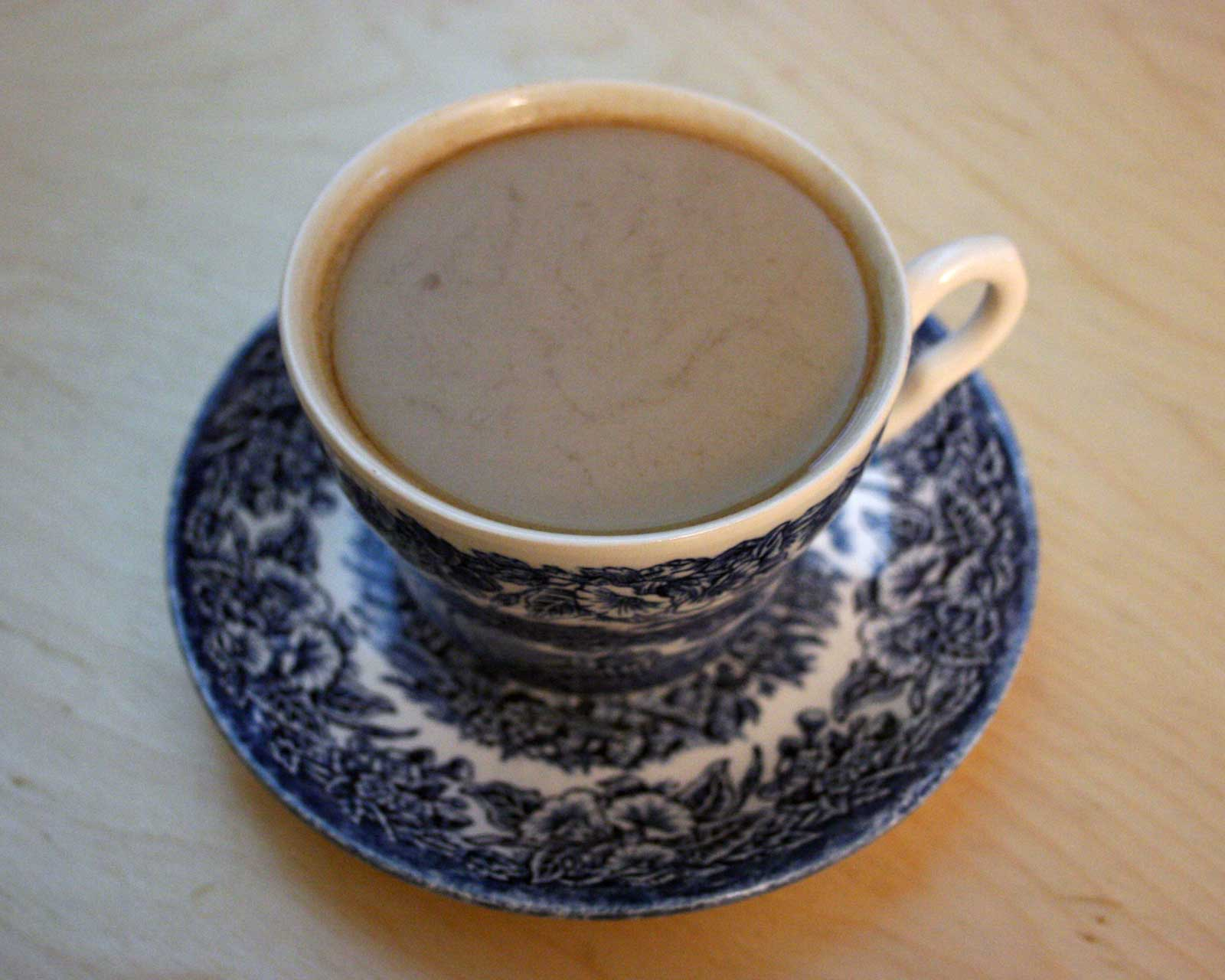
Baileys cà phê
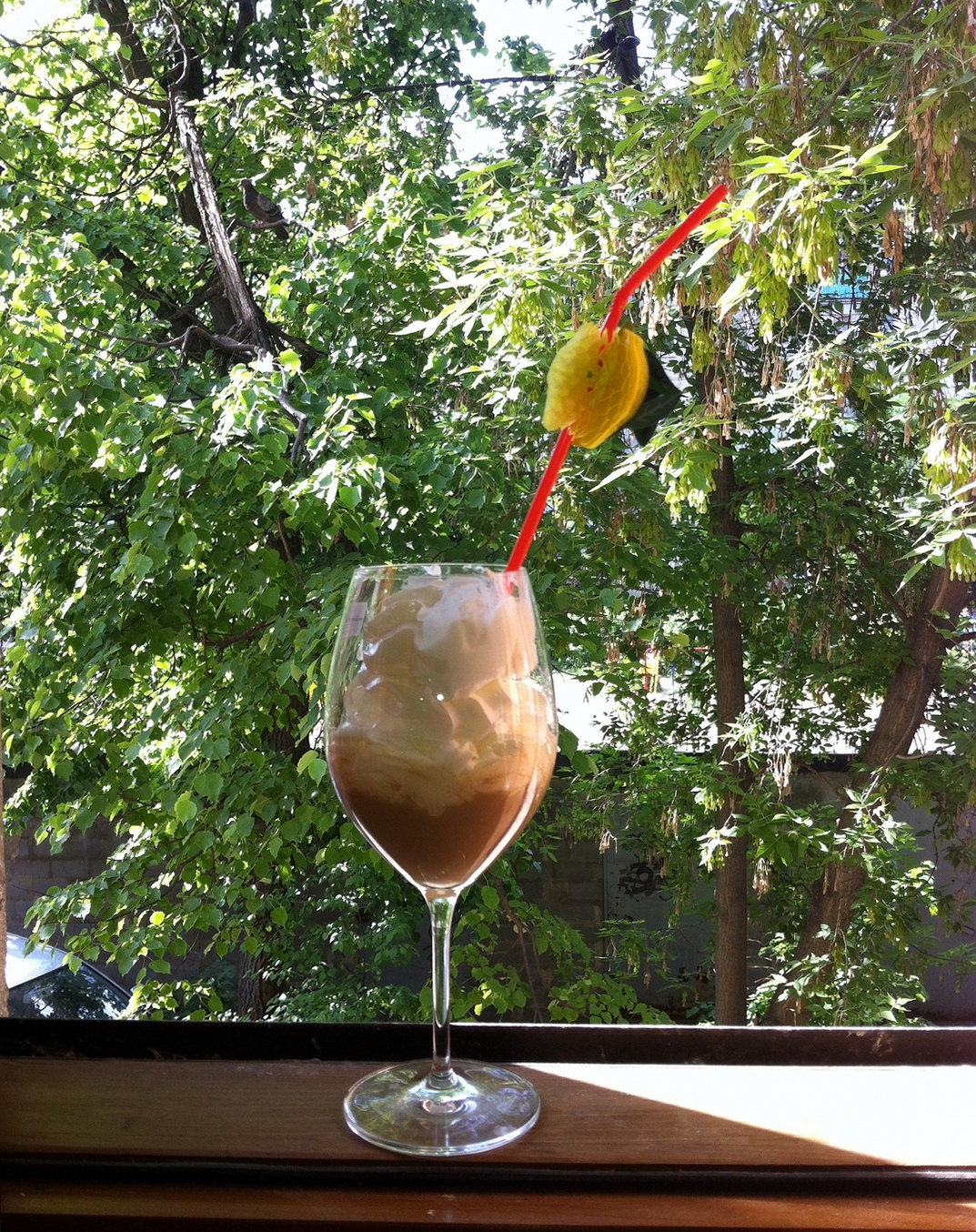
Baileys lắc